# Подвешенный кофе
Подвешенный кофе или кофе соспесо (итал. caffè sospeso, где sospeso — подвешенный, прекращённый, снятый, нерешительный) — название кофе, который по старой традиции можно было заказать в кафе Неаполя, чтобы продемонстрировать своё везение и щедрость (а теперь и во всем мире). При этом клиент получит одну чашечку кофе, а заплатит за две. За счёт этого, бездомные и бедняки могут позволить себе зайти в кафе и спросить, не «придержал» ли бариста лишнего напитка. Если до этого кто-нибудь из посетителей заказывал каффэ соспэзо, то официант может угостить странника бесплатным кофе. Эта неаполитанская традиция практикуется всё чаще и чаще.
Фраза «подвешенный кофе» впервые раз прозвучала в России в сентябре 2005 года на радио ЭХО Москвы, в истории, которая была рассказана итальянским писателем и сценаристом Тонино Гуэррой в программе «Книжное казино», и прозвучала от его переводчика и супруги Лоры Гуэрры (Элеоноры Яблочкиной). Поэтому в России термин получил распространение как подве́шенный кофе, что является дословным переводом словосочетания caffè sospeso.
Согласно порталу «Италия по-русски», правильный перевод термина — оплаченный кофе (этот перевод неверен, так как по-итальянски «оплаченный кофе» звучит как «caffè pagato» или «caffè prepagato» («оплаченный заранее»).
10 декабря 2011 года «Rete del Caffè Sospeso» (Сеть подвешенных кофе) при поддержке различных организаций и мэра Неаполя Луиджи де Маджистриса организовали «День подвешенного кофе».